# Stephen Gevedon
Stephen Howard Gevedon (New York, 30 maart 1966) is een Amerikaans acteur. Hij is het meest bekend door zijn werk in Session 9, Smoke en War of the Worlds uit 2005. Ook heeft Gevedon de motion capture van het personage Josiah Trelawny verzorgd in het computerspel Red Dead Redemption 2 uit 2018.

## Filmografie

### Films
Inclusief korte films
| Jaar | Titel                   | Rol                            |
| ---- | ----------------------- | ------------------------------ |
| 1992 | Mac                     | Security Officer               |
| 1993 | Daybreak                | Zichzelf                       |
| 1995 | Boys on the Side        | Johnny Figgis, Jane's Band     |
| 1995 | Smoke                   | OTB Man #3, Dennis             |
| 1995 | Blue in the Face        | Dennis                         |
| 1996 | The Side of the Road    | Adam                           |
| 1997 | States of Control       | Alex, the Playwright           |
| 1997 | L'amico di Wang         | Sam Jordan                     |
| 1998 | High Art                | Man at Party                   |
| 1998 | Paranoia                | David                          |
| 1999 | I'll Take You There     | Chris                          |
| 1999 | Zoo                     | Jared Foxx                     |
| 2000 | Happy Accidents         | Frenchman                      |
| 2001 | Acts of Worship         | Rick                           |
| 2001 | Session 9               | Mike                           |
| 2001 | Eight                   | Derek                          |
| 2002 | Bridget                 | Steven                         |
| 2002 | Closing Time            | Nick                           |
| 2003 | Undermind               | Jimmy Dimes                    |
| 2003 | Music                   | Ebenezzer                      |
| 2005 | Dog Eat Dog             | Cellphone Man                  |
| 2005 | War of the Worlds       | Neighbor with Lawnmower        |
| 2006 | The Collector           | Death                          |
| 2009 | Frank the Rat           | Roger                          |
| 2009 | Children of Invention   | Rob the Salesman               |
| 2010 | 13                      | Mackinnon                      |
| 2012 | Archaeology of a Woman  | Doctor                         |
| 2012 | Hellbenders             | Clint                          |
| 2013 | The Devil You Know      | Max Pierce                     |
| 2015 | The World Made Straight | Grandfather                    |
| 2015 | Those People            | Mr. Thornton                   |
| 2016 | Catfight                | Tom Ferguson The Art Collector |
| 2019 | Drunk Parents           | Tom                            |

### Series
| Jaar | Titel                             | Rol                                   |
| ---- | --------------------------------- | ------------------------------------- |
| 1994 | Star Trek: Deep Space Nine        | Klingon #1                            |
| 1994 | Fortune Hunter                    | Duke                                  |
| 1995 | New York Undercover               | Oscar Tirado                          |
| 1995 | Law & Order                       | David, Russell Lowery, Edward Brennig |
| 1996 | Swift Justice                     | Jake Turkell                          |
| 1997 | Oz                                | Scott Ross                            |
| 1997 | Prince Street                     | Rol                                   |
| 2000 | NYPD Blue                         | Jerry Deluca                          |
| 2003 | Law & Order: Special Victims Unit | Nicholas Taylor                       |
| 2009 | The Naked Brothers Band           | Bob Uhaul                             |
| 2009 | Law & Order: Criminal Intent      | Chris Palarno                         |
| 2010 | White Collar                      | Daniel Reed                           |
| 2010 | Warren the Ape                    | Rodney Cassidy                        |
| 2010 | Rubicon                           | DIA                                   |
| 2011 | Nurse Jackie                      | Businessman                           |
| 2015 | Show Me a Hero                    | Jack O'Toole                          |
| 2016 | Madoff                            | Robert Jaffe                          |
| 2017 | The Deuce                         | Bernie Wolf                           |
| 2019 | At Home with Amy Sedaris          | Donny                                 |

### Computerspellen
| Jaar | Titel                 | Rol             |
| ---- | --------------------- | --------------- |
| 2018 | Red Dead Redemption 2 | Josiah Trelawny |

- Biblioteca Nacional de España: XX1510799
- Gemeinsame Normdatei: 142263621
- International Standard Name Identifier: 0000 0001 1943 1482
- Library of Congress Control Number: no2010142560
- Virtual International Authority File: 163540755
- WorldCat: E39PBJgHfRCRhQ3VWJy9W4GPwC